# Rhyacophila gyaldzen
Rhyacophila gyaldzen är en nattsländeart som beskrevs av Schmid 1970. Rhyacophila gyaldzen ingår i släktet Rhyacophila och familjen rovnattsländor. Inga underarter finns listade i Catalogue of Life.